# Brgule, Kladanj
Brgule (Бргуле) är en by i kommunen Kladanj i kantonen Tuzla i nordöstra Federationen Bosnien och Hercegovina. År 2013 hade byn 58 invånare.